# Raymond Hecht
Raymond Hecht (né le 11 novembre 1968 à Gardelegen) est un athlète allemand spécialiste du lancer du javelot. Il demeure, fin août 2023, le huitième meilleur performeur mondial de tous les temps dans cette discipline.
Il détient le record d'Allemagne du lancer du javelot avec 92,60 m, de 1995 à 2017. Celui-ci est battu le 5 mai 2017 par Thomas Röhler avec 93,90 m. Le 11 juillet 2017, Johannes Vetter bat ce record avec 94,44 m.

## Carrière
Représentant alors l'Allemagne de l'Est, Raymond Hecht se classe 3e aux Championnats d'Europe juniors d'athlétisme 1987 avec 72,78 m, derrière le Britannique Steve Backley et le Soviétique Uladzimir Sasimovich.
Raymond Hecht met un terme à sa carrière en 2006, après avoir contracté une rougeole ayant ruiné sa forme physique en 2005. Cette même année 2005, il découvre le département de Lot-et-Garonne à l'occasion de vacances en France et s'y installe rapidement, à Castelnaud-de-Gratecambe. Il reprend le javelot en 2014 au club de Villeneuve-sur-Lot dans les catégories master, concourant désormais pour la France.
En 2015, il décroche le titre de champion du monde vétérans à Lyon avec un jet à 60,66 m. L'année suivante, à Ancône, il remporte le titre européen.

## Vie privée
Sa femme est anglaise. Le couple a une fille.

## Palmarès
| Date                      | Compétition                    | Lieu                      | Résultat                  | Marque                    |
| Représentant l' Allemagne | Représentant l' Allemagne      | Représentant l' Allemagne | Représentant l' Allemagne | Représentant l' Allemagne |
| ------------------------- | ------------------------------ | ------------------------- | ------------------------- | ------------------------- |
| 1987                      | Championnats d’Europe juniors  | Birmingham                | 3e                        | 72,78 m                   |
| 1991                      | Championnats du monde          | Tokyo                     | 12e                       | 70,58 m                   |
| 1994                      | Championnats d’Europe          | Helsinki                  | 5e                        | 81,18 m                   |
| 1995                      | Championnats du monde          | Göteborg                  | 4e                        | 83,30 m                   |
| 1995                      | Finale du Grand Prix IAAF      | Monaco                    | 2e                        | 87,42 m                   |
| 1996                      | Jeux olympiques                | Atlanta                   | 4e                        | 86,88 m                   |
| 1998                      | Championnats d’Europe          | Budapest                  | 3e                        | 86,63 m                   |
| 1998                      | Coupe du monde                 | Johannesbourg             | 3e                        | 84,92 m                   |
| 1999                      | Championnats du monde          | Séville                   | 5e                        | 85,92 m                   |
| 1999                      | Finale du Grand Prix IAAF      | Munich                    | 3e                        | 85,64 m                   |
| 2000                      | Jeux olympiques                | Sydney                    | 4e                        | 87,76 m                   |
| 2001                      | Championnats du monde          | Edmonton                  | 5e                        | 86,46 m                   |
| 2002                      | Championnats d’Europe          | Munich                    | 5e                        | 83,95 m                   |
| Représentant la France    |                                |                           |                           |                           |
| 2015                      | Championnats du monde vétérans | Lyon                      | 1er                       | 60,61 m                   |
| 2016                      | Championnats d'Europe vétérans | Ancône                    | 1er                       | 62,40 m                   |

### Meilleure performance par année
| Année | Marque  | Lieu              | Date         |
| ----- | ------- | ----------------- | ------------ |
| 1986  | 71,08 m | Karl-Marx-Stadt   | 24 mai       |
| 1987  | 75,90 m | Leningrad         | 20 juin      |
| 1988  | —       | —                 | —            |
| 1989  | —       | —                 | —            |
| 1990  | 83,24 m | Goslar            | 2 juin       |
| 1991  | 81,92 m | Tokyo             | 25 août      |
| 1992  | 79,58 m | Ingolstadt        | 19 juillet   |
| 1993  | 88,90 m | Villeneuve-d'Ascq | 2 juillet    |
| 1994  | 90,06 m | Eschenbach        | 12 février   |
| 1995  | 92,60 m | Oslo              | 21 juillet   |
| 1996  | 92,28 m | Zurich            | 14 août      |
| 1997  | 87,32 m | Stendal           | 30 août      |
| 1998  | 88,08 m | Chemnitz          | 20 mai       |
| 1999  | 88,67 m | Iéna              | 5 juin       |
| 2000  | 87,76 m | Sydney            | 23 septembre |
| 2001  | 88,88 m | Zurich            | 17 août      |

| 2002 | 87,87 m | Köstritz           | 8 septembre |
| 2003 | 86,22 m | Zurich             | 15 août     |
| 2004 | 82,85 m | Halberstadt        | 20 juin     |
| 2005 | 77,20 m | Wilhelmshaven      | 10 juillet  |
| 2006 | 73,94 m | Zeulenroda         | 28 mai      |
| 2007 | —       | —                  | —           |
| 2008 | —       | —                  | —           |
| 2009 | —       | —                  | —           |
| 2010 | —       | —                  | —           |
| 2011 | —       | —                  | —           |
| 2012 | —       | —                  | —           |
| 2013 | —       | —                  | —           |
| 2014 | 61,19 m | Mont-de-Marsan     | 1er mai     |
| 2015 | 63,01 m | Villeneuve-sur-Lot | 31 mai      |
| 2016 | 68,80 m | Mont-de-Marsan     | 13 novembre |
| 2017 | 65,66 m | Salon-de-Provence  | 7 octobre   |
| 2018 | 66,00 m | Millau             | 25 février  |

## Records
| Épreuve           | Marque  | Lieu | Date            |
| ----------------- | ------- | ---- | --------------- |
| Lancer du javelot | 92,60 m | Oslo | 21 juillet 1995 |